# ادن-لو-تیش
ادن-لو-تیش (به فرانسوی: Audun-le-Tiche) یک کمون در فرانسه است که در Canton of Fontoy واقع شده‌است.

## خصوصیات
ادن-لو-تیش ۱۵٫۴۳ کیلومترمربع مساحت و ۶٬۱۵۲ نفر جمعیت دارد.